# Maritmo
Maritmo é o quarto álbum da cantora e compositora Adriana Calcanhotto. O álbum recebeu um disco de ouro (o que significa que vendeu mais de 150 mil cópias no país). O título do disco é um jogo de palavras com os nomes mar e ritmo.
O álbum é o primeiro de uma trilogia continuada com Maré, lançado dez anos depois, e finalizada com Margem, álbum lançada 21 anos depois de Maritmo e 11 de depois Maré.

## Faixas
O disco contém canções de autoria da cantora e regravações. Os maiores sucessos do álbum foram "Vambora", "Mais Feliz" e "Por Isso Eu Corro Demais".
| N.º | Título                      | Compositor(es)                      | Duração |  |
| 1.  | "Parangolé Pamplona"        | Adriana Calcanhotto                 | 4:55    |  |
| 2.  | "Maritmo"                   | Adriana Calcanhotto                 | 4:24    |  |
| 3.  | "Vambora"                   | Adriana Calcanhotto                 | 4:15    |  |
| 4.  | "Quem Vem Pra Beira do Mar" | Dorival Caymmi                      | 3:26    |  |
| 5.  | "Mão e Luva"                | Pedro Luis                          | 3:31    |  |
| 6.  | "Pista de Dança"            | Adriana Calcanhotto; Waly Salomão   | 4:12    |  |
| 7.  | "Vamos Comer Caetano"       | Adriana Calcanhotto                 | 3:26    |  |
| 8.  | "Mais Feliz"                | Bebel Gilberto; Cazuza; Dé          | 4:00    |  |
| 9.  | "Asas"                      | Adriana Calcanhotto; Antônio Cícero | 4:05    |  |
| 10. | "Dançando"                  | Péricles Cavalcanti                 | 3:38    |  |
| 11. | "A Cidade"                  | Helder Aragão                       | 1:06    |  |
| 12. | "Por Isso Eu Corro Demais"  | Roberto Carlos                      | 2:58    |  |
| 13. | "Canção por Acaso"          | Adriana Calcanhotto                 | 2:41    |  |
| 14. | "Cariocas - Remix 96"       | Adriana Calcanhotto                 | 2:52    |  |

## Outras informações
A canção Vambora foi incluída na trilha sonora nacional da telenovela Torre de Babel em 1998, servindo de tema para os personagens Leila (Sílvia Pfeifer) e Rafaela (Christiane Torloni). Já a canção Mais Feliz, foi incluída na trilha sonora nacional da telenovela Suave Veneno em 1999, serviu de tema para o casal Maria Regina (Letícia Spiller) e Adelmo (Ângelo Antônio).